# Mongol Els
Mongol Els (mongolisch Монгол элс) ist ein Dünenfeld in der Wüste Gobi im Südwesten der Mongolei und das größte Dünenfeld im Land. Es liegt in einem von hauptsächlich Ost-West-verlaufenden Tal in den Gobi-Altai-Bergen mit einer Länge von etwa 70 km, mit allen Vorfeldern bis 300 km, und einer Breite von bis zu fünfzehn Kilometern. Es herrscht Kontinentalklima mit mittleren Temperaturen von −15 °C im Januar und +20 °C im Juli und einer mittleren Jahresniederschlagshöhe von 130 mm. Der von Südosten auf das Feld zufließende Fluss Dsawchan Gol vereinigt sich am östlichen Ende des Dünenfeldes in einer Schwemmebene mit dem von Osten kommenden Shurgyn Gol. Der vereinigte Fluss fließt dem Hauptteil der Dünen an deren nördlicher Flanke entlang und bildet ungefähr die Grenze zwischen den Verwaltungsgebieten Dsawchan-Aimag nördlich und Gobi-Altai-Aimag südwestlich.